# Muzeum Historii Sztuki w Wiedniu
Muzeum Historii Sztuki w Wiedniu (niem. Kunsthistorisches Museum Wien, KHM) – jedna z największych na świecie galerii, posiadająca w swych zbiorach niezwykle cenną kolekcję malarstwa europejskiego, sztuki starożytnej oraz monet.
Muzeum zostało otwarte w 1891, 2 lata po Muzeum Historii Naturalnej (Naturhistorisches Museum). Bliźniacze niemal budynki obu muzeów, stojące naprzeciwko siebie, są jednymi z najokazalszych wiedeńskich budowli usytuowanych wzdłuż Ringu – reprezentacyjnej szerokiej alei okalającej ścisłe centrum miasta, wybudowanej na miejscu dawnych murów miejskich. Decyzję o budowie obu muzeów podjął cesarz Franciszek Józef I w 1858. Okazałe budowle w stylu renesansu włoskiego zaprojektowali dwaj architekci: Gottfried Semper i Karl Freiherr von Hasenauer. Prace budowlane trwały 19 lat – od 1872 do 1891.
Znaczną część zbiorów muzeum stanowi prywatna kolekcja Habsburgów, zbierana i powiększana przez wieki panowania kolejnych cesarzy. Zbiór portretów i kolekcja zbroi pochodzą np. ze zbiorów cesarza Ferdynanda II, duża część zbiorów malarstwa należała do cesarza Rudolfa II i Leopolda Wilhelma. Zbiory Habsburgów są tak bogate, liczne i różnorodne, że eksponuje się je w kilku miejscach Wiednia: m.in. w wiedeńskiej siedzibie cesarza – Hofburgu, jego nowej części, czyli w Neue Burgu, w pałacach Schönbrunn – oraz w zamku Ambras w Innsbrucku.

## W galerii malarstwa znajdują się m.in. dzieła

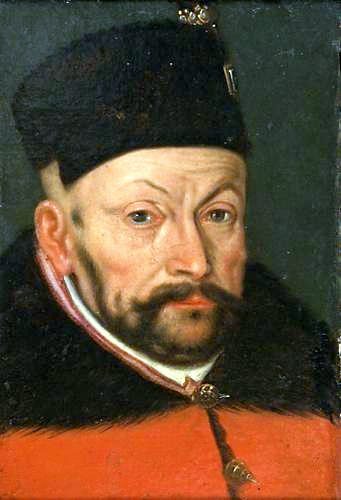
Portret króla Stefana Batorego, autorstwa Marcina Kobera (ok. 1583)

Pieter Bruegel (starszy), Wieża Babel (1563) w zbiorach muzeum.

- Pieter Bruegel (starszy) – Wieża Babel, Walka karnawału z postem, Myśliwi na śniegu, Chłopskie wesele, Rzeź niewiniątek
- Jan Vermeer – Alegoria malarstwa (W pracowni artysty)
- Peter Paul Rubens – Helena Fourment w futrze, Cztery kontynenty
- Rafael Santi – Madonna w zieleni
- Caravaggio – Madonna Różańcowa, Dawid z głową Goliata, Cierniem koronowanie
- Giuseppe Arcimboldo – Lato, Ogień
- Albrecht Dürer – Adoracja Trójcy Świętej, Madonna z dzieciątkiem i gruszką
- Jan van Eyck – Portret kardynała Albergatiego[1][2]
- Jacopo Tintoretto – Portret Sebastiana Venier
- Tycjan – Madonna z czereśniami
- Paolo Veronese – Lukrecja
- Hieronim Bosch – Chrystus niosący krzyż[3]
- Antoon van Dyck – Samson i Dalila
- Rembrandt – Autoportret
- Lucas Cranach Starszy – Elektor Fryderyk Mądry podczas polowania na jelenie
- Hans Holbein (młodszy) – Jane Seymour, królowa Anglii
- Diego Velázquez – Infantka Małgorzata w niebieskiej sukni
- Nicolas Poussin – Zdobycie Jerozolimy przez cesarza Tytusa
- Frans Hals – Portret młodego mężczyzny, Portret starszego mężczyzny, Portret kobiety
- Guercino – Powrót syna marnotrawnego